# Suchy Wierch Kondracki
Suchy Wierch Kondracki (słow. Suchý vrch Kondracký) – szczyt o wysokości 1895 m w Tatrach Zachodnich, pomiędzy Kopą Kondracką (2004 m) i Małą Suchą Czubą Kondracką (1832 m). Posiada dwa wierzchołki odległe od siebie o 32 m: niższy graniczny, wznoszący się w grani głównej Tatr Zachodnich (1890 m) i wyższy słowacki, wysunięty na południe od grani (1895 m).

## Topografia
Od Kopy Kondrackiej oddzielony jest Przełęczą pod Kopą Kondracką (1864 m), od Małej Suchej Czuby Gładkim Przechodem (1799 m). Przez szczyty te i przełęcze biegnie granica polsko-słowacka. Niższy wierzchołek znajduje się w tej grani. Na południe, poprzez wierzchołek główny, wybiega z niego do Doliny Cichej krótki Jaworowy Grzbiet, zakończony urwiskiem Jaworowych Skałek (1663 m). Po zachodniej stronie tego grzbietu znajduje się Dolinka Rozpadła, po stronie wschodniej Czerwony Upłaz, z którego opadają odnogi Wielkiego Kondrackiego Żlebu.
W kopule szczytowej Suchego Wierchu Kondrackiego znajduje się jeszcze kilka niewybitnych wierzchołków oddzielonych rowem grzbietowym. W kierunku północno-wschodnim około 140 m od granicznego wierzchołka, za rowem grzbietowym, znajduje się niewielka kopka (1864 m), od której odbiega w północno-wschodnim kierunku do Doliny Kondratowej grzbiet zwany Łopatą. Grzbiet ten oddziela dolinkę Długiego Żlebu od Doliny Suchej Kondrackiej (obydwie są odnogami Doliny Kondratowej).

## Opis szczytu
Masyw szczytowy i stoki północne Suchego Wierchu Kondrackiego zbudowane są ze skał krystalicznych leżących na podkładzie skał osadowych. W tym miejscu bowiem w wapiennych Tatrach Zachodnich występuje tzw. wyspa krystaliczna Goryczkowej – obszar zbudowany ze skał krystalicznych. Stoki południowe poniżej Jaworowej Kopy zbudowane są z wapieni i dolomitów. Masyw pokrywają głównie murawy, piargi i kosodrzewina. Skalne ścianki występują jedynie na najbardziej stromych północno-wschodnich stokach opadających do Doliny Suchej Kondrackiej.
Przez Suchy Wierch Kondracki prowadzi atrakcyjny widokowo szlak turystyczny. Omija on jednak jego najwyższe wierzchołki, przechodząc po północnej, polskiej stronie. Ścieżka turystyczna prowadzi ponad rowem grzbietowym zawalonym rumowiskiem głazów porośniętych niską murawą i pojedynczymi kępami kosodrzewiny. Wierzchołki Suchego Wierchu są ze szlaku dostępne bez trudności i turyści wydeptali na nie pozaszlakowe ścieżki powodując tzw. erozję turystyczną.

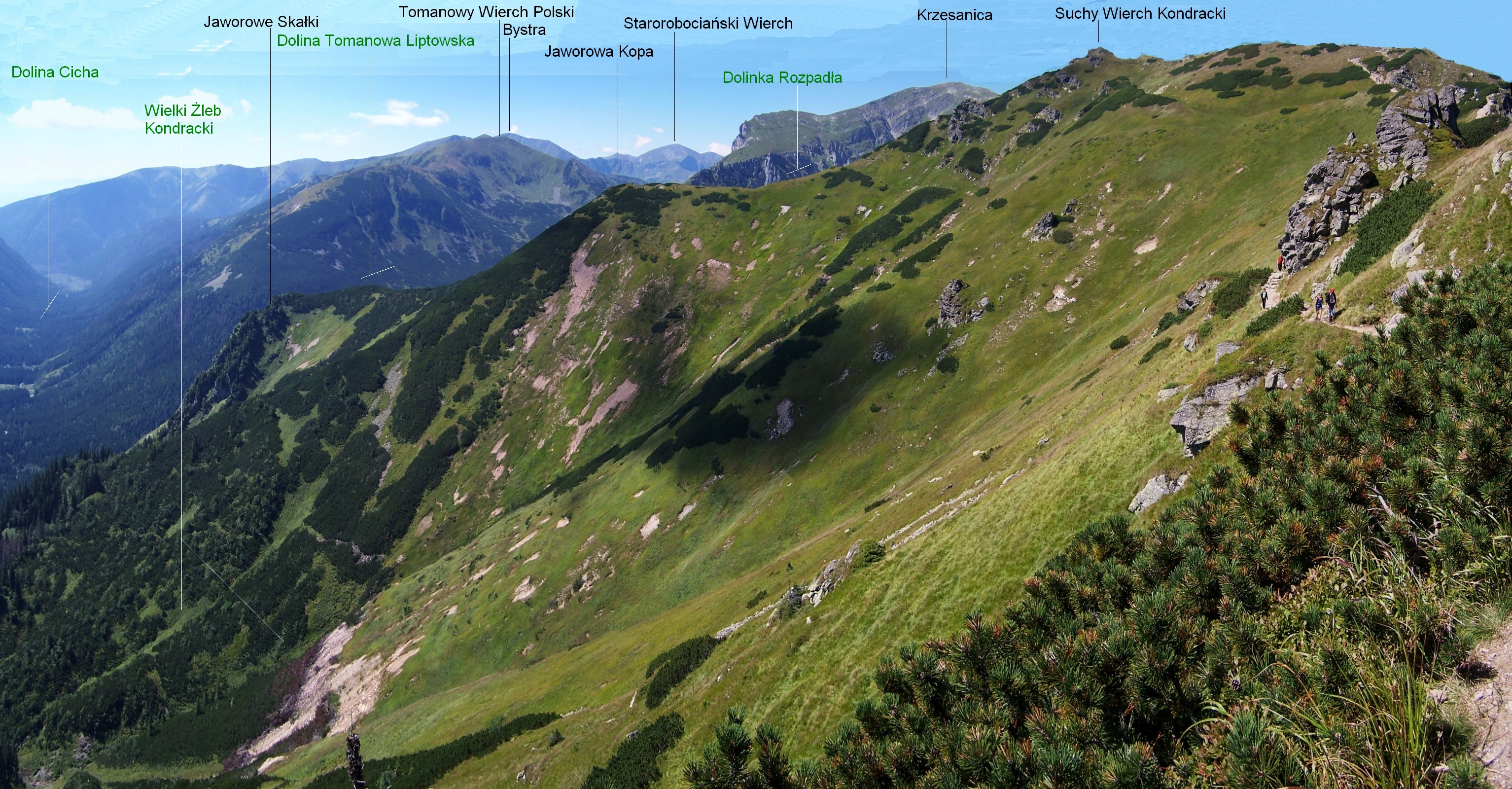
Widok z Doliny Cichej
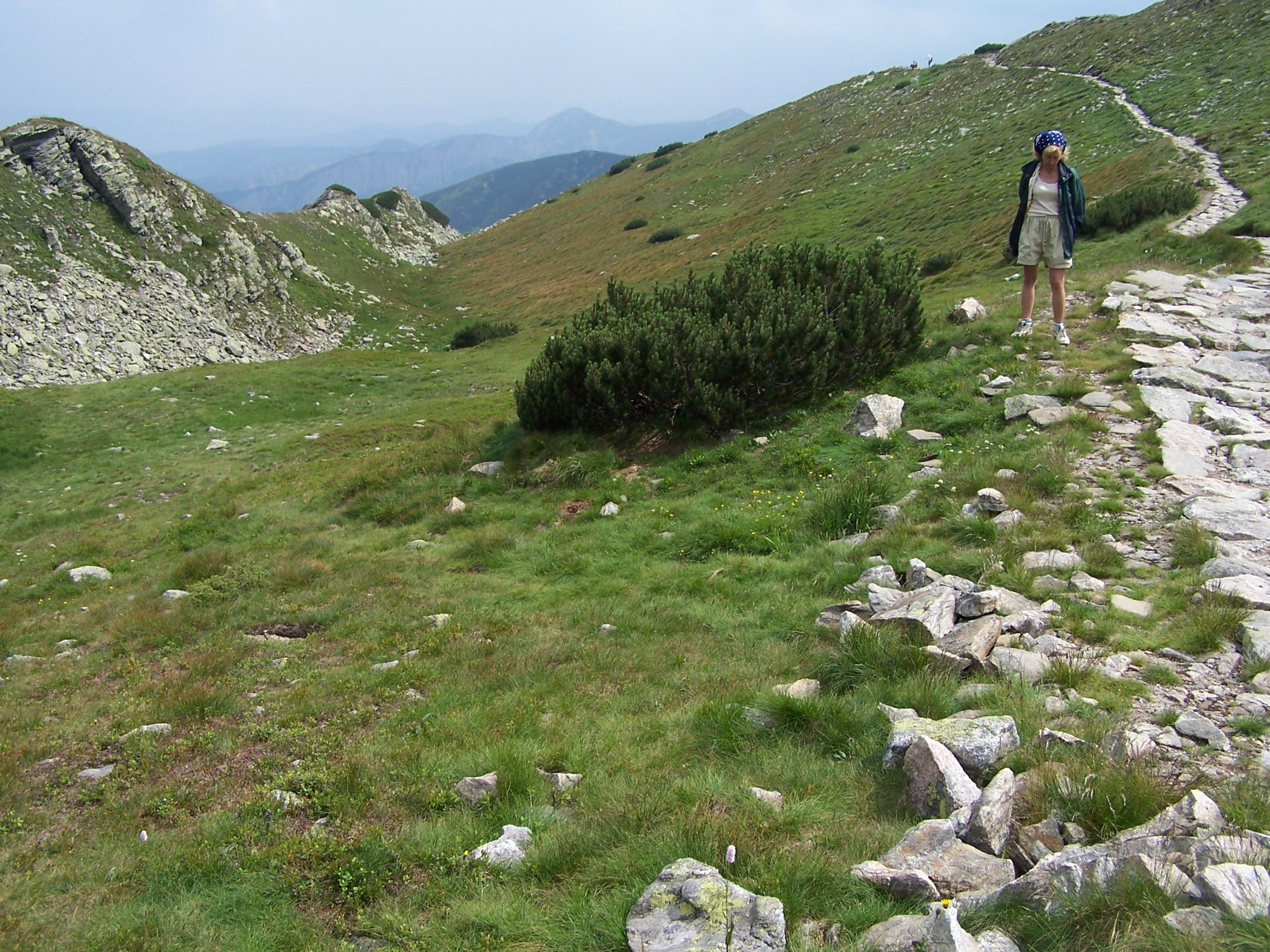
Rów grzbietowy po północnej stronie pod szczytem
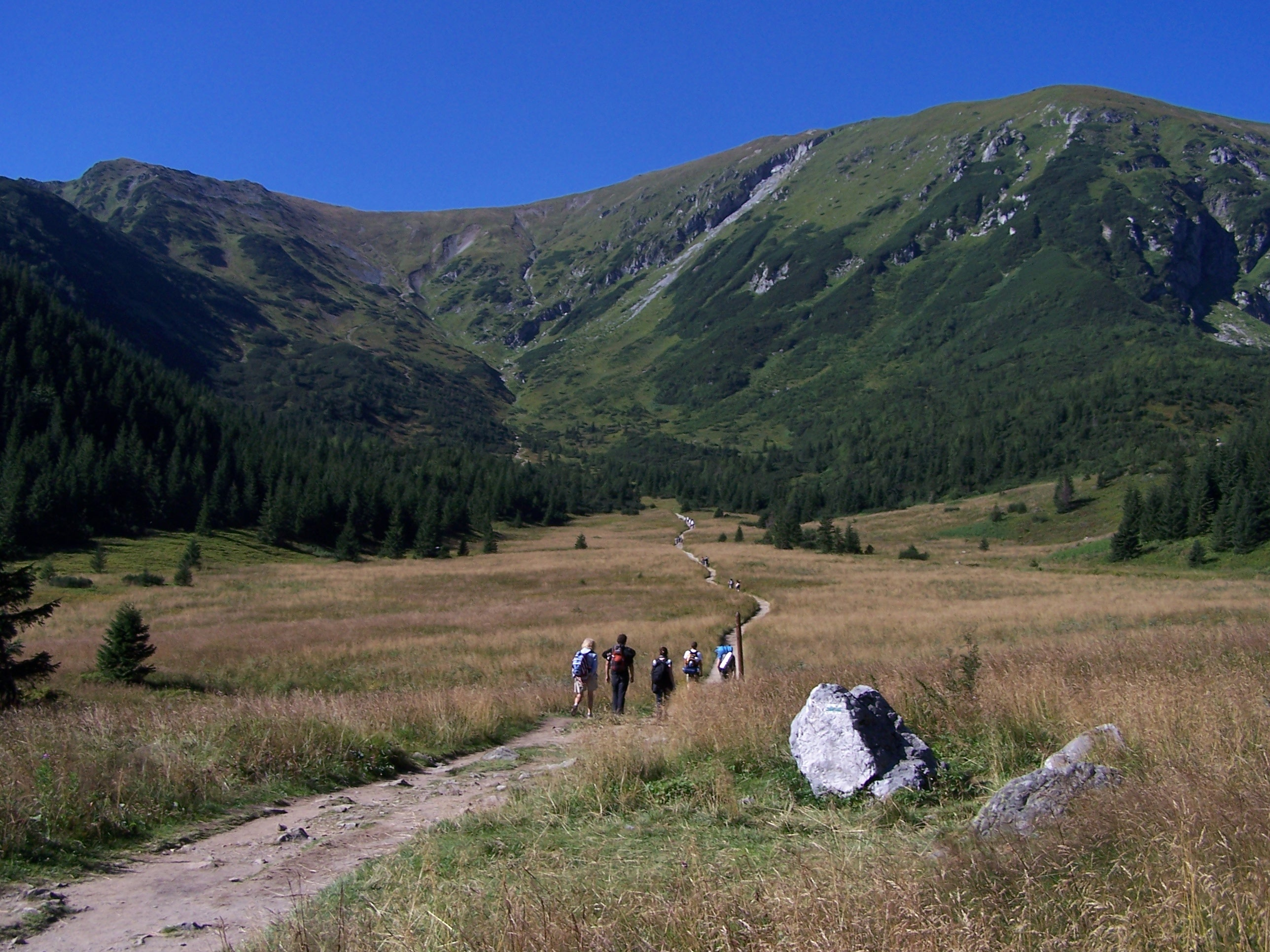
Widok z Doliny Kondratowej

## Szlaki turystyczne
– odcinek czerwonego szlaku z Kasprowego Wierchu granią główną Tatr przez Goryczkową Czubę i Suche Czuby do Przełęczy pod Kopą Kondracką. Czas przejścia: 1:40 h, z powrotem 1:20 h.